# Italian Baseball League II
L'Italian Baseball League 2D è stato un campionato italiano di baseball che si è svolto con cadenza annuale dal 2010 al 2013.

## Formula
Ciascuna delle squadre partecipanti era affiliata a un team militante nella categoria più alta, l'Italian Baseball League. Le due squadre della franchigia dovevano avere gli stessi colori sociali.
Così come per l'IBL, non erano previste promozioni né retrocessioni, vista la presenza del cosiddetto sistema a franchigie.
Nelle prime tre edizioni (2010, 2011, 2012) vi erano otto squadre che disputavano una regular season tra di loro, con girone di andata e ritorno e due partite settimanali. Le prime quattro classificate si qualificavano per i play-off scudetto, con semifinali e finali.
La prima fase dell'edizione 2013, all'inizio di quello che è stato poi l'ultimo campionato di IBL2, si era disputata con la formula di tre gironi misti che includevano anche le squadre partecipanti alla Serie A Federale (ovvero quella che pochi anni dopo sarebbe tornata a chiamarsi Serie A2). Le classifiche dei due tornei erano comunque separate, così come le rispettive fasi finali.

## Albo d'oro della IBL2
| Edizione | Squadra vincitrice | Franchigia IBL di affiliazione |
| -------- | ------------------ | ------------------------------ |
| 2010     | Nettuno 2          | Nettuno Baseball Club          |
| 2011     | Baseball Riccione  | Rimini Baseball Club           |
| 2012     | Nettuno 2          | Città di Nettuno               |
| 2013     | Piacenza Baseball  | Reggio Baseball                |